# João de Loureiro
João de Loureiro (Lissabon, 8 september 1717 – aldaar, 18 oktober 1791) was een Portugees jezuïtisch missionaris, paleontoloog, arts en botanicus.
In 1742 reisde hij naar Cochin-China, waar hij de volgende 30 jaar bleef. Hij werd een specialist in de Aziatische flora. Na terugkeer in Lissabon gaf hij Flora Cochinchinensis (1790) uit.

## Werk
- Flora Cochinchinensis, Lissabon (1790) [1]

## Eponiemie
Het volgende geslacht is naar hem vernoemd:
- Loureira Cav. (Euphorbiaceae)[2]

Enkele van de ongeveer 30 soorten met een epitheton waarin Loureiro vernoemd is:
- Crinum loureiroi M.Roem. (Amaryllidaceae)[3]
- Panax loureirianus DC. (Araliaceae)[4]
- Lonicera loureiroi Blume (Caprifoliaceae)[5]